# Leslie Halliwell
Robert James Leslie Halliwell (n. 23 februarie 1929, Bolton, Anglia, Regatul Unit – d. 21 ianuarie 1989, Esher, Anglia, Regatul Unit) a fost un critic de film și enciclopedist britanic (precum și impresar de televiziune) care a redactat în 1965 The Filmgoer's Companion română Manualul amatorului de filme, prima enciclopedie într-un singur volum consacrată tuturor aspectelor cinematografului. Doisprezece ani mai târziu, a însoțit acest volum cu Halliwell's Film Guide (în română Ghidul de filme al lui Halliwell), altă operă monumentală prin efort și devotament. În perioada de dinainte de apariția Internetului, cărțile lui Halliwell erau văzute ca principală sursă de informații despre lumea filmului și numele său devenise sinonim cu înțegerea și cercetarea cinematografului. Jurnalistul ziarului Times Anthony Quinton scria în 1977
Absorbiți de bucuria adusă de aceste splendide cărți, oamenii ar trebui să caute, preț de un moment, să se gândească să admire combinația pe deplin extraordinară de industrie și autoritate specifice unui om, combinație ce a dat naștere acestor cărți
În calitatea sa de achizitor principal pentru rețeaua de televiziune ITV, Halliwell a fost răspunzător și pentru aducerea, pe ecranele britanice, a celor mai populare filme și show-uri de televiziune din perioada anilor '70 și '80, printre care se numără The Six Million Dollar Man, Charlie's Angels, The Incredible Hulk, The A-Team, The Winds of War, Fălci, Războiul stelelor  și filmele cu James Bond.
Promovarea, de către Halliwell, a artei cinematografice prin intermediul volumelor scrise și prin intermediul seriilor televizate numite 'golden oldies' română Filme intrate în fondul de aur al cinematografului și difuzate pe Channel 4 i-a adus acestuia distincții din partea Cercului de critici de film britanici, din partea Institutului de Film Britanic și un premiu BAFTA postum.

## Scrieri
- 1965 – The Filmgoer's Companion. – ISBN: 0-00-255798-3 (edițiile 1–9 au fost editate de Halliwell)
- 1973 – The Filmgoer's Book of Quotes. – ISBN: 0-583-12889-0
- 1975 – The Clapperboard Book of the Cinema. – în colaborare cu Graham Murray, ISBN: 0-246-10814-2
- 1976 – Mountain of Dreams: the Golden Years of Paramount. – ISBN: 0-246-10825-8
- 1977 – Halliwell's Movie Quiz. – ISBN: 0-905018-42-7
- 1977 – Halliwell's Film Guide. – ISBN: 0-00-714412-1 (edițiile 1–7 au fost editate de Halliwell)
- 1979 – Halliwell's Television Companion. – ISBN: 0-586-08379-0
- 1982 – Halliwell's Hundred. – ISBN: 0-246-11330-8
- 1984 – The Ghost of Sherlock Holmes: Seventeen Supernatural Stories. – ISBN: 0-586-05995-4
- 1985 – Seats in All Parts: Half a Lifetime at the Movies. – ISBN: 0-246-12478-4
- 1986 – Halliwell's Harvest. – ISBN: 0-684-18518-0
- 1986 – The Dead that Walk. – ISBN: 0-8044-2300-8
- 1987 – A Demon Close Behind. – ISBN: 0-7090-2932-2
- 1987 – Double Take and Fade Away. – ISBN: 0-246-12835-6
- 1987 – Return to Shangri-La. – ISBN: 0-586-07081-8
- 1988 – A Demon on the Stair. – ISBN: 0-7090-3181-5